# Luci Juli Jul (cònsol 403 aC)
Luci Juli Jul (en llatí Lucius Julius Julus) va ser un magistrat romà del segles V i IV aC. Formava part de la gens Júlia, una antiga gens romana d'origen patrici.
Va ser tribú consular l'any 403 aC amb cinc col·legues, segons els Fasti Capitolini. Diodor de Sicília parla només de cinc tribuns en total, però Titus Livi els puja a vuit. Sis era probablement el nombre correcte i Titus Livi hi hauria afegit, a més, els dos censors.
Durant aquell any els tribuns van continuar el setge de Veïs, fins i tot durant l'hivern.